# Дзюброво
Дзюброво (укр. Дзюброве) — село на Украине, находится в Ямпольском районе Винницкой области.
Код КОАТУУ — 0525682202. Население по переписи 2001 года составляет 46 человек. Почтовый индекс — 24522. Телефонный код — 4352.
Занимает площадь 0,277 км².

## Адрес местного совета
24531, Винницкая область, Ямпольский р-н, с. Дзыговка, ул. Ленина, 15